# Psammothidium bioretii
Psammothidium bioretii (Germain) Bukhtiyarova & Round (Achnanthes bioretii) – gatunek osiadłych, słodkowodnych okrzemek występujące w planktonie wtórnie.

## Morfologia
Wymiary: długość: 11,9–17,9 μm, szerokość: 6,0–8,1 μm, 22–24 prążki w 10 μm.
Okrywy komórek szeroko eliptyczne, eliptyczne, eliptyczno lancetowate z szeroko zaokrąglonymi biegunami, z prostokątnym polem środkowym dotykającym brzegi okrywy lub posiadające nierównomiernie skrócone prążki. Okrywa ze szczeliną z bardzo wąskim polem podłużnym. Szczelina biegnąca lekko ukośnie lub prosto, końce zagięte w przeciwne strony. Oba pola połączone w jedno, szeroko lancetowate. Pole poprzeczne zwykle duże, z prążkami mniej lub bardziej promienistymi, delikatnie punktowanymi.

## Ekologia
Charakteryzuje się szeroką amplitudą ekologiczną i jest tolerancyjny względem trofii. W polskim wskaźniku okrzemkowym do oceny rzek (IO) przypisano mu wartość wskaźnika wskaźnika saprobii 1,2, co oznacza, że preferuje wody niezanieczyszczone materią organiczną. Występuje w krzemianowych jeziorach oraz w niewielkich wodach płynących (górskich i nizinnych). Zazwyczaj występuje w niewielkich ilościach w wodach dobrze natlenionych, alkalicznych, ze średnią zawartością elektrolitów i azotanów oraz średnich do wysokich stężeniach wapnia.
Występowanie: gatunek kosmopolityczny, w Polsce znaleziony w Morzu Bałtyckim, źródłach i innych zbiornikach wodnych w centrum i na północy, w tym m.in. w jeziorze Wigry. Znany także z terenu Zachodnich Tatr, Wyżyny Krakowsko-Częstochowskiej oraz ze źródeł w Dolinie Warty. Na terenie województwa podkarpackiego gatunek występował zawsze pojedynczo w następujących rzekach i potokach: Wisłok, Gołębiówka, Szuwarka, Świerkowiec, Lubcza, Stobnica, Żołynianka, Przyrwa oraz w Jeziorkach Duszatyńskich. Na terenie Bieszczadzkiego Parku Narodowego gatunek występował bardzo rzadko w dopływie Terebowca, w potoku Rzeczyca oraz w potoku i Wołosat.

### Metodyka badań
Występowanie okrzemek Psammothidium bioretii w Polsce na terenie Bieszczadów potwierdzono w latach 2013–2015 na potokach Wołosaty, Wołosatka, Terebowiec i Rzeczyca oraz na ich bezimiennych dopływach. Materiał do badań pobierano z podłoży stale zanurzonych w wodzie kamieni oraz mchów. Zebrany materiał biologiczny konserwowano 4% roztworem formaliny, następnie poddawano obróbce w celu usunięcia zanieczyszczeń organicznych oraz pozbawienia komórek okrzemek protoplastów. Oczyszczony osad okrzemkowy wykorzystano do przygotowania trwałych preparatów mikroskopowych, które zamykano w żywicy syntetycznej Pleurax. Okrzemki oznaczano wykorzystując mikroskop świetlny Carl Zeiss Axio Imager A2. Na podstawie czerwonej listy okrzemek poszczególne taksony przyporządkowano do odpowiednich kategorii zagrożenia:
- E – wymierające,
- V – narażone,
- R – rzadkie,
- I – o nieokreślonym zagrożeniu[16].

### Wyniki badań
Badania przeprowadzone wykazały, iż wody badanych potoków w Polsce, w których stwierdzono występowanie okrzemek Psammothidium bioretii charakteryzowały się bardzo dobrym natlenieniem (zawsze powyżej 10 mg O2/l), najczęściej zasadowym odczynem wody (6,7–8,6), średnimi lub niskimi wartościami przewodnictwa elektrolitycznego (66–277 μS cm-1) oraz znacznym stężeniem jonów wapnia (najwyższe wartości – powyżej 40 mg Ca/l odnotowano w potoku Wołosaty). Wartości pozostałych parametrów chemicznych, w tym fosforanów, były bardzo niskie często poniżej granicy oznaczalności.

## Systematyka
Gatunki z rodzajów Achnanthidium oraz Psammothidium i kilku innych zostały wydzielone z rodzaju Achnanthes sensu lato W wyniku kolejnych badań, stwierdzono, że nie ma wyraźnych różnic pozwalających na wyróżnienie rodzaju Psammothidium z Achnanthidium, mimo to cały czas są opisywane nowe gatunki, natomiast wiele z nich już istniejących często ulega transferowi do innych rodzajów.